# Раевка (Северо-Казахстанская область)
Раевка (каз. Раевка) — упразднённое село в районе Магжана Жумабаева Северо-Казахстанской области Казахстана. Входило в состав Полудинского сельского округа. Исключено из учётных данных решением Северо-Казахстанского облисполкома в 1984 году.